# مجله روان‌شناسی اسکاندیناوی
مجله روانشناسی اسکاندیناوی (انگلیسی: Scandinavian Journal of Psychology)، یک نشریه دانشگاهی با داوری همتا در زمینه روان‌شناسی است.